# Rumænien ved sommer-OL 2012
Rumænien deltog ved Sommer-OL 2012 i London som blev arrangeret i perioden 27. juli til 12. august 2012.